# 聖天使米迦勒和加百列教堂

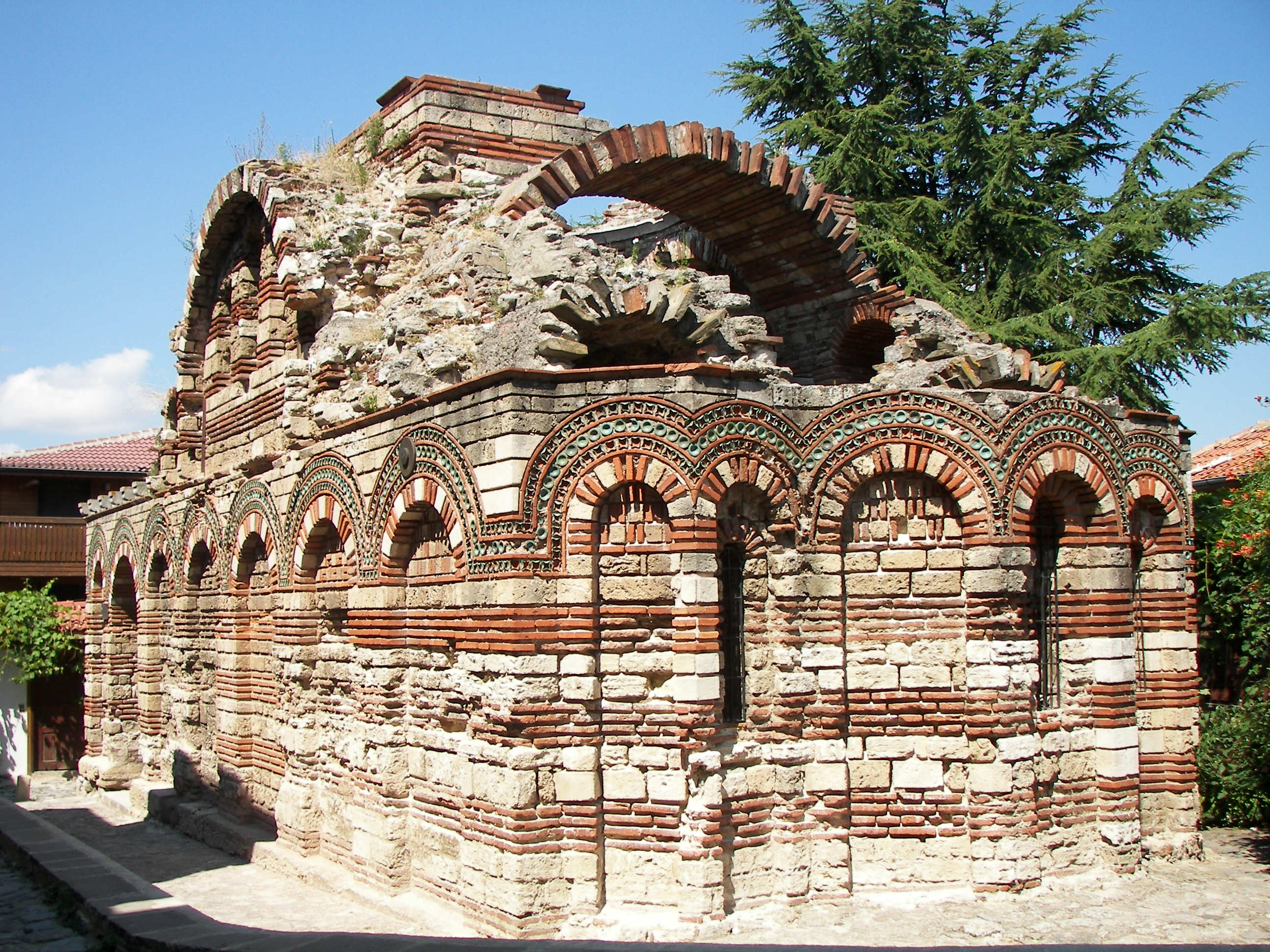

聖天使米迦勒和加百列教堂是位於保加利亞城市內塞伯爾的一座中世紀東正教教堂。聖帕拉斯凱維教堂被列入世界文化遺產。聖天使米迦勒和加百列教堂修建於13至14世紀。